# Harald Stoter
Harald Stoter (Braunschweig, 12 december 1940) is een Nederlandse voormalig voetballer.

## Loopbaan
Stoter werd geboren in het Duitse Braunschweig, maar was in het bezit van een Nederlands paspoort. Als speler van SV Blerick werd hij in januari 1966 geselecteerd voor het Nederlands amateurelftal. Zo kwam hij in beeld bij profclubs.
Op 25-jarige leeftijd maakte de linksback alsnog de overstap naar het betaald voetbal. Op 14 augustus 1966 maakte hij namens Fortuna '54 zijn competitiedebuut in een met 2-0 verloren uitwedstrijd bij ADO. In het seizoen 1966/67, zijn eerste profjaar, groeide Stoter bij Fortuna '54 meteen al uit tot basisspeler. Nadat de Geleense eredivisionist in 1968 fuseerde met Sittardia, kwam hij amper nog aan spelen toe. Het daaropvolgende jaar, in 1969, vertrok hij naar FC VVV. Ook bij de Venlose tweededivisionist speelde hij drie jaar. In 1972 keerde Stoter weer terug naar de amateurs van SV Blerick.

## Clubstatistieken
| Seizoen         | Club            | Competitie      | Competitie | Competitie | Beker | Beker | Overige | Overige | Totaal | Totaal |
| Seizoen         | Club            | Competitie      | Wed.       | Dlp.       | Wed.  | Dlp.  | Wed.    | Dlp.    | Wed.   | Dlp.   |
| --------------- | --------------- | --------------- | ---------- | ---------- | ----- | ----- | ------- | ------- | ------ | ------ |
| 1966/67         | Fortuna '54     | Eredivisie      | 29         | 0          | 1     | 0     | —       | —       | 30     | 0      |
| 1967/68         | Fortuna '54     | Eredivisie      | 20         | 0          | 3     | 0     | —       | —       | 23     | 0      |
| 1968/69         | Fortuna SC      | Eredivisie      | 2          | 0          | 0     | 0     | —       | —       | 2      | 0      |
| 1969/70         | FC VVV          | Tweede divisie  | 31         | 0          | 1     | 0     | —       | —       | 32     | 0      |
| 1970/71         | FC VVV          | Tweede divisie  | 20         | 0          | 1     | 0     | —       | —       | 21     | 0      |
| 1971/72         | FC VVV          | Eerste divisie  | 4          | 0          | 0     | 0     | —       | —       | 4      | 0      |
| Carrière totaal | Carrière totaal | Carrière totaal | 106        | 0          | 6     | 0     | 0       | 0       | 112    | 0      |